# استان ناتال

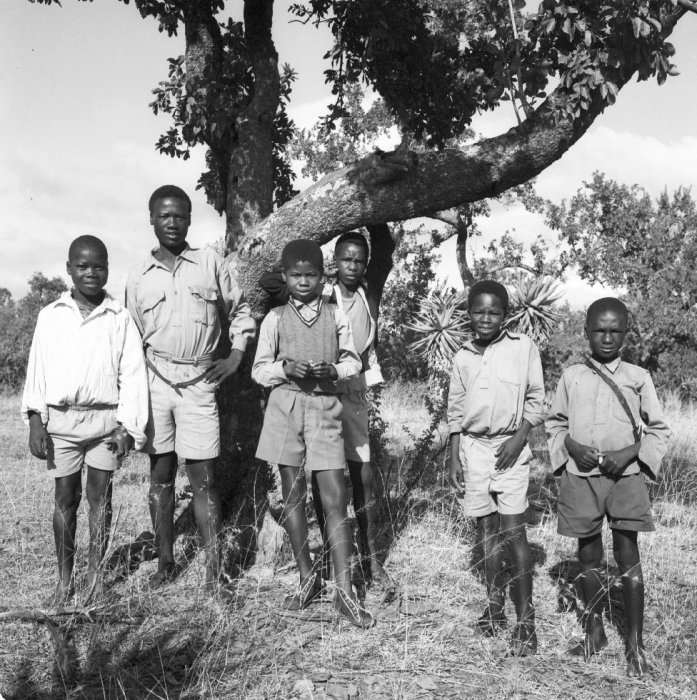
نگاره‌ای ‌کهن از چند بومی استان ناتال، آفریقای جنوبی - ۱۹۷۰

استان ناتال، یکی از استان‌های کشور آفریقای جنوبی از سال ۱۹۱۰ تا ۱۹۹۴ میلادی بود. مرکر این استان شهر پیترماریتزبورگ بود. استان ناتال در شامل مناطق بانتوستان و کوازولو نیز بود. این استان تنها استانی بود که به همه‌پرسی جمهوری آفریقای جنوبی در سال ۱۹۶۰ رای «نه» داد. در اواخر دهه ۱۹۸۰ میلادی، استان ناتال یک منطقه پُرخشونت بود که این خشونت‌ها تنها با اولین انتخابات دموکراتیک در سال ۱۹۹۴ میلادی پایان یافت. استان ناتال در سال ۱۹۹۴ میلادی به طور کامل با منطقه بانتوستان و کوازولو ادغام و استان کوازولو ناتال را تشکیل دادند.